# Prasinocyma ornatifimbria
Prasinocyma ornatifimbria là một loài bướm đêm trong họ Geometridae.